# Шперер, Эдуард Францевич
Эдуард Францевич Шперер (Эдуард Шпёрер; нем. Eduard Spörer; 12 июня 1841, Ревель — 22 ноября 1898[…], Дюссельдорф, Пруссия) — русско-немецкий художник-пейзажист.

## Биография
Родился в 1841 году в в Ревеле, Эстляндская губерния (ныне Таллин, Эстония) в семье фермера-арендатора Франца Шперера и его жены Каролины Элеоноры, урожденной Буш. Брат архитектора Людвига Францевича Шперера.
С 1859 году учился в Императорской академии художеств, которую окончил с официальным званием свободного художника. В дальнейшем, для продолжения образования, отправился в Дюссельдорф (1870), где учился у своего земляка, русско-немецкого художника-пейзажиста Евгения Эдуардовича Дюккера. Также Шперер посетил Париж.
В дальнейшем Шперер жил, в основном, в Европе, и писал пейзажи, в поисках натуры для которых посещал живописные побережья и горные местности: острова Рюген и Джерси, Нормандию и Бретань, Швейцарию, долины Роны и Рейна. Свои работы экспонировал на выставках в Германии, Австрии и даже Англии, на выставке, приуроченной к юбилею королевы Виктории, где одна из картин художника — пейзаж побережья Бретани, получила золотую медаль.
Скончался Шперер в 1898 году в Дюссельдорфе.

## Галерея

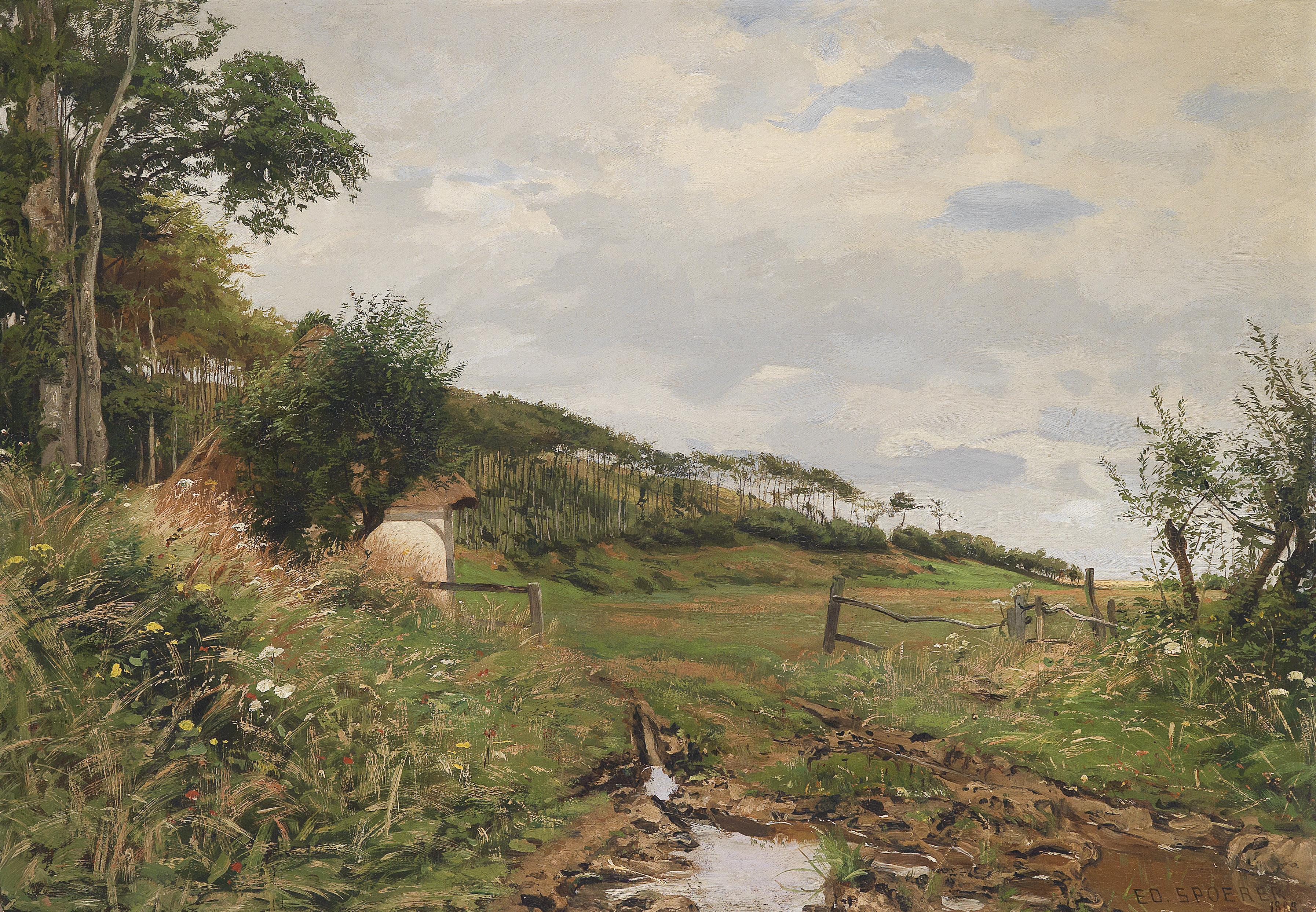
Летний пейзаж с лугом, 1883
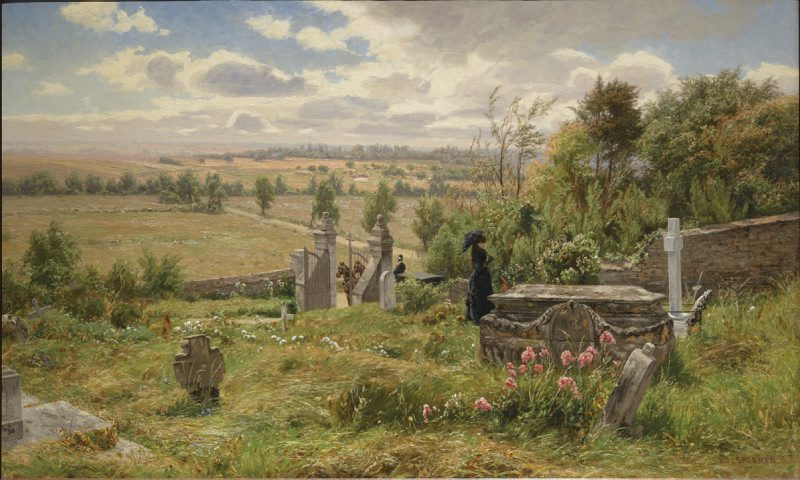
Пейзаж с кладбищем, 1891, Эстонский художественный музей
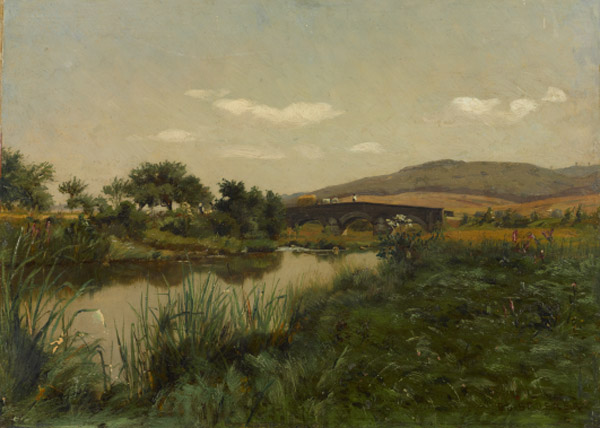
Пейзаж с мостом, Эстонский художественный музей